# Organización territorial de Guinea
Guinea está dividida en 7 regiones administrativas y una zona especial (Conakri); cada región está subdividida en prefecturas, que suman un total de 33.

## Regiones
| Región              | Capital   | Área (km²) | Población (censo de 2014) |
| ------------------- | --------- | ---------- | ------------------------- |
| Región de Conakriª  | Conakri   | 450        | 1 660 973                 |
| Región de Boké      | Boké      | 31 186     | 1 083 147                 |
| Región de Faranah   | Faranah   | 35 581     | 941 554                   |
| Región de Kankan    | Kankan    | 72 145     | 1 972 537                 |
| Región de Kindia    | Kindia    | 28 873     | 1 561 374                 |
| Región de Labé      | Labé      | 22 869     | 994 458                   |
| Región de Mamou     | Mamou     | 17 074     | 731 188                   |
| Región de Nzérékoré | Nzérékoré | 37 658     | 1 527 030                 |

Regiones de la República de Guinea.

ª La capital Conakri, con una población de 1 660 973, se administra como una zona especial.

## Prefecturas

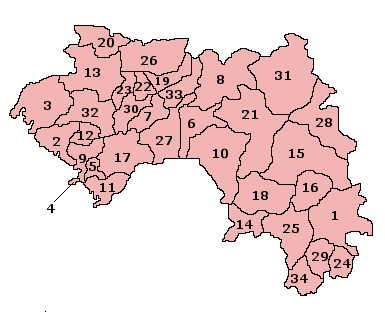
Prefecturas de la República de Guinea.

| 1. Beyla 2. Boffa 3. Boké 4. Conakri 5. Coyah 6. Dabola 7. Dalaba 8. Dinguiraye 9. Dubréka 10. Faranah 11. Forécariah 12. Fria | 1. Gaoual 2. Guéckédou 3. Kankan 4. Kérouané 5. Kindia 6. Kissidougou 7. Koubia 8. Koundara 9. Kouroussa 10. Labé 11. Lélouma | 1. Lola 2. Macenta 3. Malí 4. Mamou 5. Mandiana 6. Nzérékoré 7. Pita 8. Siguiri 9. Télimélé 10. Tougué 11. Yomou |

- Datos: Q3502438